# Ostrovec
Ostrovec ist eine Gemeinde in Tschechien. Sie liegt sechs Kilometer östlich von Mirotice und gehört zum Okres Písek.

## Geographie

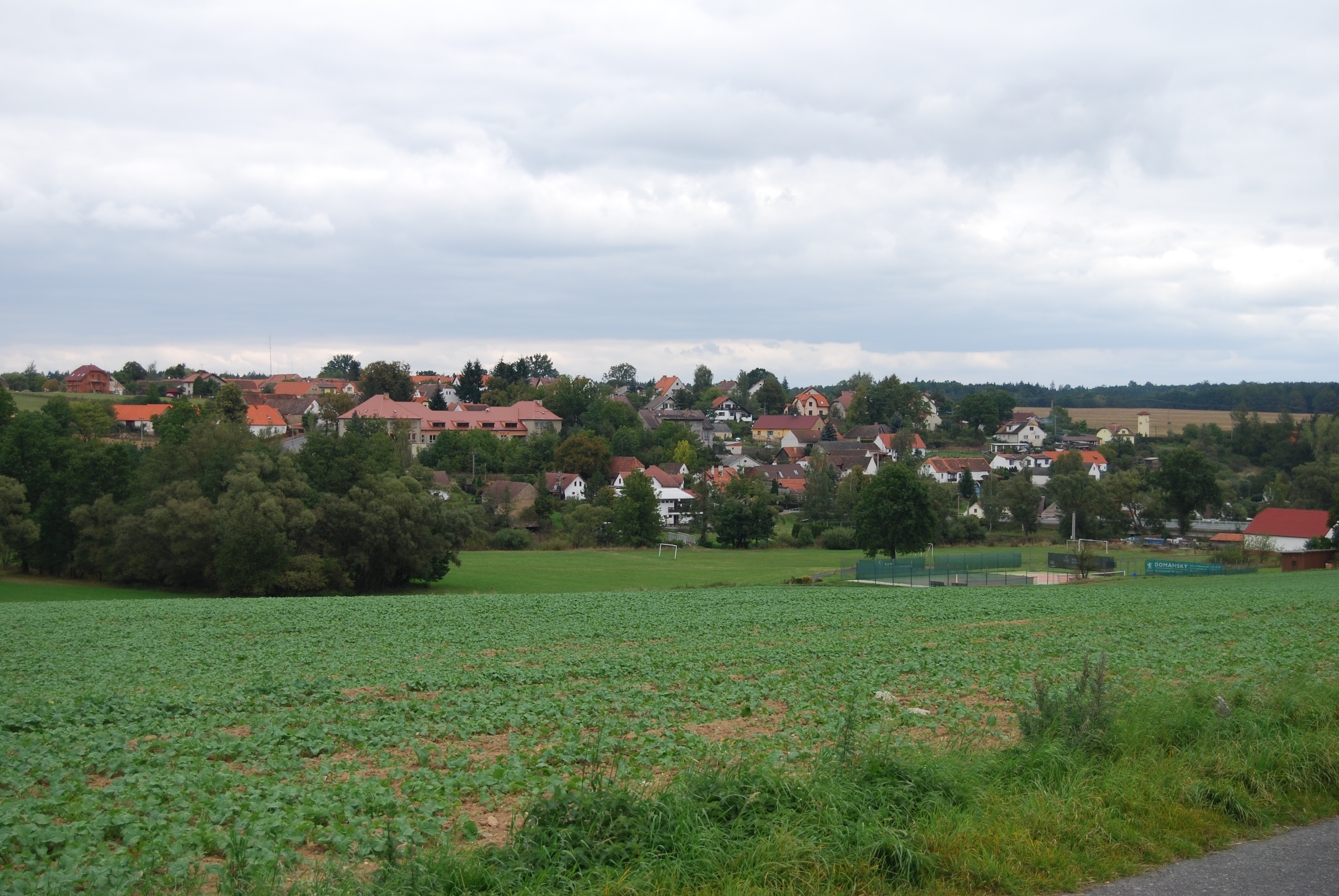
Blick auf Ostrovec

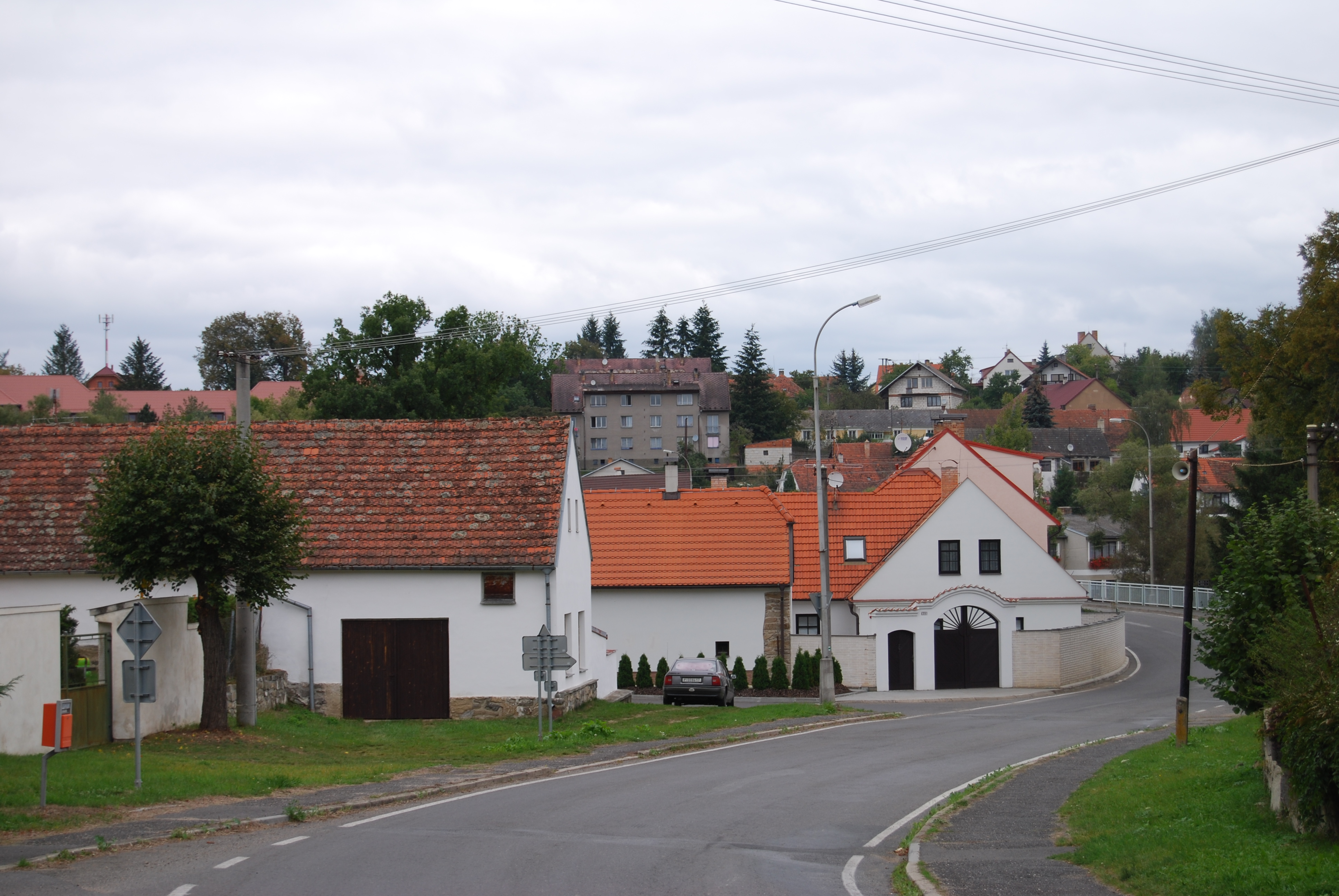
Ortsansicht

Ostrovec befindet sich im Tal der Lomnice in der Písecká pahorkatina (Piseker Hügelland). Die Gemeinde liegt an der Bahnstrecke Protivín–Zdice. Im Südosten reichen die Gemeindefluren bis zum mit dem Orlíkstausee gefluteten Otavatal.
Angrenzende Gemeinden sind Varvažov im Norden, Oslov im Osten, Vojníkov im Südosten, Vráž im Süden, Cerhonice im Westen sowie Smetanova Lhota im Nordwesten.

## Geschichte
Die erste urkundliche Erwähnung von Ostrovec (Dolní Ostrovec) und Dědovice erfolgte im Jahre 1323. Das Gut Ostrovec war bis ins 16. Jahrhundert ein Vasallenlehen der Königsburg Klingenberg (Zvíkov) und wurde danach der Herrschaft Cerhonice zugeschlagen. Nach der Schlacht am Weißen Berg erwarb Baltasar von Marradas die konfiszierte Herrschaft Cerhonice. Ostrovec fiel während des Dreißigjährigen Krieges wüst und wurde in der Mitte des 17. Jahrhunderts wiederbesiedelt. Zu dieser Zeit hatte die königliche Stadt Písek einen großen Teil der Wälder um Ostrovec erworben. Um 1650 entstanden nördlich von Ostrovec auf der Stadt Písek gehörigen Fluren die ersten Chaluppen; die neue Ansiedlung wurde von ihren Bewohnern chalup Píseckých nad Ostrovcem und später Písecké Chalupy genannt. Im 18. Jahrhundert setzte sich für die inzwischen zu einem Dorf angewachsene Siedlung die Bezeichnung Horní Ostrovec durch, während für das alte Dorf der Name Dolní Ostrovec in Gebrauch kam. Bis zur Mitte des 19. Jahrhunderts blieben die drei Dörfer zu unterschiedlichen Grundherrschaften untertänig: Horní Ostrovec zur Stadt Písek, Dolní Ostrovec zum Gut Cerhonice und Dědovice zur Herrschaft Drhovle.
Nach der Aufhebung der Patrimonialherrschaften bildete Dědovice ab 1850 einen Ortsteil der Gemeinde Vráž im Gerichtsbezirk Pisek; Dolní Ostrovec und Horní Ostrovec wurden zu Ortsteilen von Varvažov im Gerichtsbezirk Mirowitz. 1868 wurden alle drei Dörfer dem Bezirk Pisek zugeordnet. Horní Ostrovec und Dolní Ostrovec lösten sich in den 1870er Jahren von Varvažov los und bildeten die Gemeinde Horní Ostrovec. 
Nach dem Ersten Weltkrieg zerfiel der Vielvölkerstaat Österreich-Ungarn, die drei Dörfer wurden 1918 Teil der neu gebildeten Tschechoslowakischen Republik. Ab 1921 bildeten auch Dědovice und Dolní Ostrovec eigene Gemeinden. Zwischen 1939 und 1945 gehörten Dědovice, Dolní Ostrovec und Horní Ostrovec zum Protektorat Böhmen und Mähren. Nach dem Ende des Zweiten Weltkrieges kamen die drei Gemeinden zur wiedererrichteten Tschechoslowakei zurück. Im Jahre 1953 wurden Dolní Ostrovec und Horní Ostrovec zu einer Gemeinde Ostrovec mit Sitz in Dolní Ostrovec zusammengelegt. Im Jahre 1964 wurde Dědovice nach Ostrovec eingemeindet. 1991 lebten in den 175 Häusern der Gemeinde 396 Personen. Beim Zensus von 2011 hatte die Gemeinde Ostrovec 372 Einwohner und bestand aus 242 Wohnhäusern; davon lebten 235 in Dolní Ostrovec (132 Häuser), 106 in Horní Ostrovec (66 Häuser) und 31 in Dědovice (44 Häuser).

## Gemeindegliederung
Die Gemeinde Ostrovec besteht aus den Ortsteilen Dědovice (Diedowitz), Dolní Ostrovec (Unter Wostrowetz) und Horní Ostrovec (Ober Wostrowetz) sowie den Einschichten Dolní Úvěrka, Doupata (Daupata), Kozí Hrady, Lísek, Ostrovec, Rybárna, Spálené, Třebošov, Úvěrka (Auwerka) und V Lipovce.
Das Gemeindegebiet gliedert sich in die Katastralbezirke Dědovice (888 ha), Dolní Ostrovec (537 ha) und Horní Ostrovec (633 ha).

## Sehenswürdigkeiten
- Kapelle der Jungfrau Maria in Dědovice
- Gedenksteine für die Gefallenen des Ersten Weltkrieges in Dědovice und Horní Ostrovec
- Kapelle des hl. Johannes von Nepomuk in Dolní Ostrovec
- Kapelle in Horní Ostrovec
- Zahlreiche gezimmerte Gehöfte und Chaluppe in Dolní Ostrovec und Horní Ostrovec
- Naturreservat Dědovické stráně, Hang über einem Flussknie der Otava am Orlíkstausee, südöstlich von Dědovice
- Naturdenkmal V Obouch, im Tal der Lomnice östlich von Dolní Ostrovec